# 우림교육재단
학교법인 우림교육재단은 김계홍 이사장이 설립한 인천제일고등학교의 사학 재단이다.